# Історія євреїв Чернігова
Історія євреїв Чернігова — хронологічний розвиток соціально-економічного, культурно-релігійного та інших аспектів життя єврейської громади Чернігова. 

## Поява євреїв у м. Чернігові
Єврейське населення мешкало на території Чернігова з часів Київської Русі. Про євреїв Чернігова є дані, починаючи з XIII ст.. У XIV – XV ст. єврейське населення міста було нечисельним. На початку XVII ст. в Чернігові існувала єврейська громада . У 1736 р. на всій території Чернігівського полку мешкало лише 49 євреїв, які переселилися з Польщі, у самому Чернігові їх не було. Але наприкінці XVIII ст. маємо дані, що на торгах за оренду винного продажу при поромній переправі брали участь два єврея, один з яких був чернігівським міщанином. В цьому ж 1796 р. у Чернігові жив та працював єврей «різчик печаток» . Хоча указом Катерини II від 1791 р. Чернігівська губернія входила до місцевостей, де євреям заборонено було записуватися до станів .

## Участь євреїв у житті міста у XIX – на початку ХХ ст.
У 1803 р. четверо осіб єврейської національності подавали в міську думу скаргу на те, що їм не дають можливості торгувати горілкою. Дума відмовила. У 1809 р. у місті існував кагал та єврейський цвинтар. Євреї займалися продажем продуктів харчування .
В Російській імперії формувалася смуга осілості євреїв. За «Положенням про євреїв» 1835 р. до неї увійшла і Чернігівська губернія . Після цього єврейська громада міста почала швидко зростати. За звітом міської поліції на 1850 р. з 6394 мешканців Чернігова, 2741 особа складала єврейську громаду, що становило 42,9%. В документі зазначалося, що євреї, крім ремісників, служать за наймом, торгують. 
Реформа 1861 р. та введення до Чернігова на постійне дислокування військового полку призвело до суттєвого зростання населення міста, що у 1865 р. сягало вже майже 17 тис., з них частка євреїв скоротилася до 31%. Одноденний перепис у місті показав наявність 5207 юдеїв, 4 особи єврейського «духовенства і церковників» 47 «єврейських духовних наставників» .
У 1882 р. у губерніях були створені комісії з єврейського питання, мета яких була визначена як «ознайомлення з видами шкідливої діяльності євреїв і вжиття заходів до припинення цієї діяльності». Отже, «погані якості» євреїв були визначені наперед. Чернігівська комісія з чиновників дійшла висновків, що торгівля у містах перейшла в руки євреїв, але для споживачів це не вигідно. Хоча комісія визнавала, що євреї продають товар дешевше руських торговців, але причиною цього визнавали міри та ваги, що «слугують інтересам торговця-єврея». Також комісія виявляла незадоволення тим, що цілі види ремесел цілком знаходилися в руках у євреїв: шапкарі, ювеліри, годинникарі, сажотруси, мідники, склярі; у багатьох великих ремеслах євреї переважали (кравці, чоботарі, столярі, м’ясники), нарівні з християнами працювали мулярі, ковалі, слюсарі, і лише теслі, пічники та пекарі були виключно християни. Комісія висловилась за заборону євреям займатися торгівлею міцними напоями, заборонила придбати чи орендувати землю в сільській місцевості. Хоча була занотована і «особлива думка», яка полягала в тому, що обмеженнями стосунки між місцевим населенням та єврейською громадою поліпшити неможливо .
На момент першого перепису населення Російської імперії 1897 р. населення Чернігова зросло до 27716 мешканців, частка євреїв суттєво не змінилася і складала 31,8 % (8805 осіб). Представники єврейської громади найбільше були задіяні у ремісничому та промисловому виробництві – 40,5% працюючих. Але частка працюючих складала трохи більше третини – 36,8% . У родинах ремісників на одного самостійного члена припадало два несамостійні. Збільшення кількості задіяних у ремеслі жінок підтверджувало факт поганого матеріального становища євреїв-ремісників. Як відзначав очевидець, «ремеслами займалися переважно найбідніші євреї. Вони сильно поневірялися і ледве могли прогодувати свої родини. Їхні будівлі скупчено розташовувалися на П’ятницькій та сусідніх з нею вулицях м. Чернігова й утворювали свого роду «гетто» .
Торгівлею у Чернігові займалися 864 особи єврейського походження (26,7%), у тому числі 183 жінки. Головну роль відігравали багаті євреї: Зороховичу належав великий магазин залізних товарів, Халфін спритно торгував мануфактурою. У Ципіна та Уріна можна було купити меблі, килими та інші предмети розкоші. Великий вибір товарів у магазині Гозенпуда… Ювелірними виробами постачав покупців Шлепянов. На ступінь нижче знаходилися євреї-торговці, що мали бакалійні крамниці на ринках. Ще бідніші торгували бакалією, часто в кредит. Лахмітники-євреї, що займали крамнички-клітинки на базарах, скуповували та продавали старий одяг, взуття та «всілякий мотлох». 
Разом з тим, 296 осіб (9,1%), у тому числі 250 жінок, працювали прислугою та наймалися на поденну роботу. 119 чоловіків громади (5%) перебували на службі у війську, 92 особи (2,8%) займалися навчальною та виховною діяльністю, 18 (0,5 %) – лікарняною та санітарною. Землеробством – 6 осіб (причиною такої ситуації стали обмеження у законодавстві Російської імперії) .
Чернігівська дума зверталася до Сенату, оскільки губернатор заборонив євреям орендувати паром, що на буксирі за пароходом переправляв бажаючих на інший берег Десни. Для міста умови, запропоновані євреями, були значно вигіднішими. Через десять років зволікання, переправу все ж віддали у оренду І. Маркельсу, пізніше вона перейшла Марголіну .
Серед найбільш відомих громадських діячів міста можна назвати Ісаака Маркельса. Його батько, єврей-лахмітник Калман Маркельс виграв за державною лотереєю 200 тис. руб. У заповіті розпорядився щомісячно перераховувати 150 руб. на утримання єврейської богадільні. Цю справу продовжував його син, провізор Ісаак-Максим Маркельс. Під час неврожаю 1891 р. І-М. Маркельс запропонував місту безпроцентну позику у 5 тис. руб. Позика була прийнята з вдячністю. У складні часи єврейська громада, використовуючи коробочний збір та організувавши єврейський комітет, швидко допомагала своїм біднякам. Іншим відомим благодійником у Чернігові був почесний громадянин міста Володимир Петрович Гутман, що пожертвував Чернігівській міській думі 35500 руб. на стипендії у декількох навчальних закладах Чернігова .
Численна єврейська громада міста (на початку ХХ ст.. близько 44 % мешканців) за Міським положенням 1892 р. обмежувалася у праві голосу та пропорційному представництві у міській думі. Євреї-гласні не обиралися, а призначалися, у квоті всього 3-4 представника з 37-60 думців початку ХХ ст. Вважаючи це несправедливим, не впевнений у тому, що має довіру містян, від посади вперше відмовився у 1905 р. І.-М. Маркельс. Його приклад наслідували Веніамін Зорохович, Гірша Урін і Шлєма Шлєпянов . 
Освітні реформи Російської імперії спрямовувалися на те, щоб викорінити традиційну єврейську освіту, виховати нове покоління «у дусі російської державності та християнської церкви». Однак традиційні єврейські початкові заклади – хедери, де навчали закону віри та єврейській грамотності, вистояли в цій боротьбі, в тому числі у Чернігові. У місті існувала Талмуд-тора  – громадський безкоштовний хедер, що утримувався за рахунок громади, хоча її приміщення не відповідало умовам для навчання дітей. Питання з приміщення було вирішено у 1906 р. за кошти меценаток А.П. Гутман та К.І. Красильщикової. У 1910-1911 рр. у закладі виховувалися 165 хлопчиків. Влада створила казенне єврейське училища, де викладалися загальні предмети, і працювали талановиті викладачі Рашкінд та Шикін. Ці ж учителі відкрили в Чернігові жіноче єврейське училище. На 1910 р. у Чернігові було три чоловічі приватні єврейські училища та три жіночих. У 1913 р. в Чернігові було відкрите чотирикласне єврейське ремісниче училище на 160 місць, в якому навчалися слюсарно-механічного ремесла, оскільки таких фахівців не вистачало. Середню освіту у Чернігівській гімназії або реальному училищі здобути євреям було вкрай складно, бо існували 10-15 % квоти на вступ. Якщо їх не встановлювала держава, то створювали директори закладів. Виключенням у Чернігові стала трикласна торговельна школа, де єврейські учні на початку ХХ ст. становили більшу частину .
У Чернігові діяла синагога та шість молитовних шкіл. Впродовж 30 р. у XIX ст. на посаді чернігівського громадського рабина служив Єфрем Фрейдін.  Наприкінці  XIX – на початку ХХ ст. цю посаду обіймав Езевоїль-Олександр Турін, що мав освіту юридичного факультету Київського університету. У Чернігові обирали ще й духовних рабинів – релігійних наставників громади. Серед них відзначилися Йосип Тумаркін та Перець Хейн .

## Погром 1905 р. у Чернігові
Опора царизму «чорна сотня» активізувалася у відповідь на маніфест царя від 17 жовтня 1905 р. з обіцянками демократичних реформ. Чернігівський погром стався 23 жовтня 1905 р. Зранку біля будинку губернатора зібрався натовп. Процесія рушила до собору в центрі міста. Колону очолювали двоє громил, відомих своєю жорстокістю, які несли ікону та портрет царя. За ними йшли губернатор Хвостов і жандармський полковник, потім – солдати з рушницями, а далі – натовп чисельністю до 150 осіб. Після молебню одні розійшлися, а інші кинулися на ринок громити єврейські лавки. Присутні при цьому поліцейські лише спостерігали за тим, що відбувалось, охороняючи лише крамниці багатих євреїв. Погром продовжувався увесь день. Єврейське населення просило губернатора дозволити їм озброїтись для самозахисту. Але їм у цьому було відмовлено. Постраждало 29 осіб єврейської громади. Один єврей та один українець були вбиті. Чернігівська міська дума засудила погромників і направила до Петербурга протест проти губернатора, який відкрито брав участь у цій акції. Сам губернатор оцінив події у протоколі особливої наради:
 «незважаючи на всі прийняті заходи, під час ходу в будинках окремих євреїв було вибито селянами скло, але при цьому не зроблено жодних інших дій».
.

## Євреї Чернігова під час революційних подій 1917 – 1921 рр.
Єврейська громада м. Чернігова активно використала першу можливість участі у виборах міської думи. Бунд балотувався в соціалістичному списку разом з меншовиками та есерами, список отримав 16 місць гласних у думі. Єврейська демократична національна група отримала 4 місця; єврейський демократичний колектив – 4; єврейський соціалістичний блок – 3 місця гласних. Всього було обрано 60 гласних, з них 11 від єврейських партій, до чого треба додати частку від Бунду у соціалістичному блоці. Для порівняння, більшовики отримали всього 3 місця. У вересні на засіданні думи обрали міську управу з 4 осіб, один з них – Нехес, представник Бунду, секретар біженського комітету.
У вересні-жовтні 1917 р. велика кількість розпропагованих більшовиками солдат заполонила губернію і спричинила анархію. Однією з перших жертв у Чернігові став старожил міста єврей Балабанов: 4 вбивць у солдатському одязі вимагали від нього грошей, не отримавши їх, завдали тортур літній людині, після цього по-звірячому вбили його. 22 жовтня 1917 р. серед біла дня натовп солдат приблизно у тисячу осіб вщент розгромив тютюновий магазин Левітіна на Шосейній вулиці .
В подальшому внаслідок національних обмежень Російської імперії частина єврейської інтелігенції потрапила під вплив більшовицької ідеології та на певний час отримала посади в новостворених органах влади. Так, Тевій Міхелович очолив Чернігівський губревком більшовиків у 1919 р., він же став головою ревтрибуналу. Першим головою місцевої ЧК (Надзвичайної комісії) був єврей Левін з м. Городні, але за його головування розстрілів майже не було, переважали реквізиції, червоний терор посилився після нього. Серед жертв більшовицької каральної системи також знаходимо значну кількість євреїв. У першій же справі революційного трибуналу Чернігова до розстрілу було засуджено Ісаака Аврамовича Шварца, що був приватним повіреним поміщиків Чернігівського повіту за часів гетьманату П. Скоропадського, і намагався за допомогою німецьких команд змусити селянство повернути власникам розкрадене майно. Колишній чернігівський рабин з юридичною освітою Турін, працював правозаступником при ревтрибуналі, щодня відсилаючи скарги до вищого касаційного суду у Харкові, чим рятував жертв більшовицької сваволі різних націй . Перед вступом у місто денікінців більшовики розстріляли 75 заручників з заможних містян, у цей список потрапили підприємці три брати Зароховичі. Був розстріляний домовласник Блюм та ще єврей-візник. Пограбування багатих єврейських родин (Гольдфайни, Царфіни, Гінзбурги та інші) у цей час сприймалося як буденний випадок.
Лихо для єврейської громади посилилося у другій половині 1919 р., коли Чернігів зайняли денікінці. Єврейські погроми в цей час не припинялися: грабували чеченці і самі «добровольці» на чолі з їхніми офіцерами. Під час нічних обшуків та пограбувань євреї-господарі кричали, крик підхоплювали у сусідніх єврейських будинках, скоро починав кричати весь квартал і все місто. Кричали тисячі людей, що діяло на всіх приголомшуюче .

## Міжвоєнний період (1920 — 1930-ті рр.)
На початку 1920-х років життєвий рівень єврейського населення різко впав як внаслідок погромів, так і внаслідок політики воєнного комунізму, яка підірвала дрібну торгівлю та кустарні промисли. На допомогу єврейству, в тому числі чернігівському, прийшов американський єврейський розподільчий комітет «Джойнт». За даними «Джойнта» внаслідок різного ґатунку погромів у Чернігові вбито 40 євреїв, 100 поранено, 30 будинків зруйновано, 170 родин міста стали біженцями. У 1923 р. до Чернігова «Джойнт» направив 125 10-доларових посилок з продуктами: цукром, рисом, олією, чаєм, борошном, згущеним молоком, завдяки яким вижили цілі родини. За кошти закордонних благодійних організацій у Чернігові було створено 9 єврейських дитячих закладів загальною кількістю дітей  – 522 особи. Серед них дитячі сади, дитячі будинки, школи, професійна школа для хлопчиків «Юний пролетар», що навчала слюсарній та ковальській справі, швацька школа «Труд» для дівчат з окремими групами для українок та єврейок рідною мовою кожна . У 1921 р. В місті був організований єврейський драматичний колектив, але за відсутності коштів та приміщення невдовзі припинив діяльність. Наприкінці 1920-х років ще існували 2 синагоги, але під пильним контролем державних органів влади.
У 1930-ті рр. в політиці комуністичної партії посилилися русифікаторські тенденції, культурне життя єврейського народу отримало тавро «буржуазного націоналізму» та неухильно переслідувалося. Культурна робота мовою ідиш згорнулася .

## Друга світова війна і Голокост
9 вересня 1941 року до Чернігова вступили окупаційні війська, а разом з ними прибула і айнзацкоманда 7-б карателі СС (командир штурмбанфюрер СС Рауш). З діяльністю цієї команди пов’язано перше масове вбивство 19 євреїв Чернігова.
У кінці жовтня 1941 р. більша частина євреїв була розстріляна зондеркомандою 4а, командир Пауль Бломбель: 23.10.41 – 116 осіб, 24.10.41  – 144 особи, 28.10.41 – 30 осіб. На 01.12.41 р. в Чернігові були офіційно зареєстровані 57 євреїв, які були розстріляні зимою 1941/42 рр. . Тих, хто сховався та не з’явився на збірний пункт, ловили і вбивали на місці, або відвозили до тюрми і в подальшому розстрілювали. Існують документальні підтвердження про місця масового знищення євреїв Чернігова: Березовий рів, Рашевщина, 2-й Холодний яр, кар'єр цегляного заводу .
За даними німецької окупаційної влади на 1 квітня 1942 р. євреїв у Чернігові не залишилося. З поверненням радянської влади на 1 жовтня 1943 р. їх виявилося 27 осіб . Точна кількість убитих євреїв Чернігова невідома, оскільки радянська влада у післявоєнні роки замовчувала національний вимір цієї трагедії. Дослідники сучасної єврейської громади Чернігова припускають, що число жертв Голокосту м. Чернігова сягає близько 800 осіб та склали поіменний список 254 загиблих міста Чернігова та Чернігівського району . У 2001 р. відкрито пам’ятник загиблим у трагедії Голокосту на місці масових розстрілів Березовий рів.

## Радянський антисемітизм і асиміляція (1950 — 1980-ті рр.)
У післявоєнний період віруючі євреї міста відновили єврейську громаду, засвідчили повну лояльність існуючому режиму, молилися Богу за довголіття «Вождя», замовляли випічку святкової маци у артілі ім. Сталіна. Але в часи нового наступу держави на релігію, у 1959 р. міськвиконком закрив єдину існуючу у місті синагогу та зняв з реєстрації громаду. Було вилучено 9 сувоїв Тори, 153 книги Біблії П’ятикнижжя Мойсея, гроші в ощадкасі та готівкою 1700 руб. та все інше майно. Віруючі євреї, акцентуючи та тому, що вони старі, втратили своїх дітей на війні, і синагога залишалася їх єдиною розрадою, писали скарги особисто М.С. Хрущову, голові президії Верховної Ради СРСР К.Є Ворошилову, голові Ради Міністрів УРСР Н.Т. Кальченку, голові президії Верховної Ради УРСР Д.С. Коротченку. Чернігівські євреї Гейфман та Айсберг особисто приїжджали у Кремль у раду у справах релігійних культів. Але відстояти свою синагогу в умовах радянської системи їм було не до снаги. Після цього релігійне життя євреїв існувало напівлегально, у мін’янах (мінімальна кількість чоловіків, необхідна для колективної молитви), котрі збиралися у різних єврейських будинках (відомо 15 адрес). Подекуди для попереджень та погроз їх відвідували місцеві керівники ради у справах релігії. В цей же час у державі пішла кампанія із закриття єврейських цвинтарів та заборони релігійних обрядів при похованнях. Чернігівський єврейський цвинтар був закритий лише у 1975 р., оскільки до цього ховати євреїв було ніде. 
Навіть у часи перебудови в чернігівській пресі продовжували таврувати «сіоністів, що залишали Батьківщину ціною зради її інтересів». Але чернігівські євреї у червні 1989 р. наважилися створити Чернігівський єврейський культурний центр (ЧЄКЦ). На установчому зібранні лунали відверті промови про державний антисемітизм в СРСР. За переписом 1989 р. в Чернігові мешкали 4558 євреїв .

## Єврейська громада Чернігова в сучасній Україні
Падіння комуністичного режиму та створення незалежної України створили умови для відродження єврейської культури та релігійного життя. У 1993 р. було утворено Чернігівську міську юдейську релігійну громаду, метою якої проголосили задоволення духовних потреб євреїв міста. Створена у 1995 р. Чернігівська міська єврейська громада відкрила єврейську бібліотеку, недільну єврейську школу, курси іврита та ідишу. За підтримки «Джойнта» створили благодійний єврейський фонд «Хесед Естер».  Відкрили єврейський театр «Шпігл». У 2000 р. громада запросила до Чернігова рабина, відкрили єврейську загальноосвітню школу-сад.
Зважаючи на еміграцію євреїв з Чернігова, частину програм громади прийшлося згорнути. Але з 1997 р. і до сьогодні виходить друком газета Чернігівської єврейської громади «Тхія», з 2005 р. відбувається щорічний фестиваль єврейської культури ім. Шолом-Алейхема, всеукраїнський фестиваль єврейської пісні «Чернігівська осінь», щорічний міжнародний науковий семінар «Євреї Лівобережної України. Історія та культура», видається відповідний збірник, здійснюються видавничі та меморіальні проекти . 